# Actinidia chinensis
Actinidia chinensis és una espècie de planta amb flors del gènere Actinidia dins la família de les actinidiàcies (Actinidiaceae ). És una liana nativa de la Xina central i del sud.

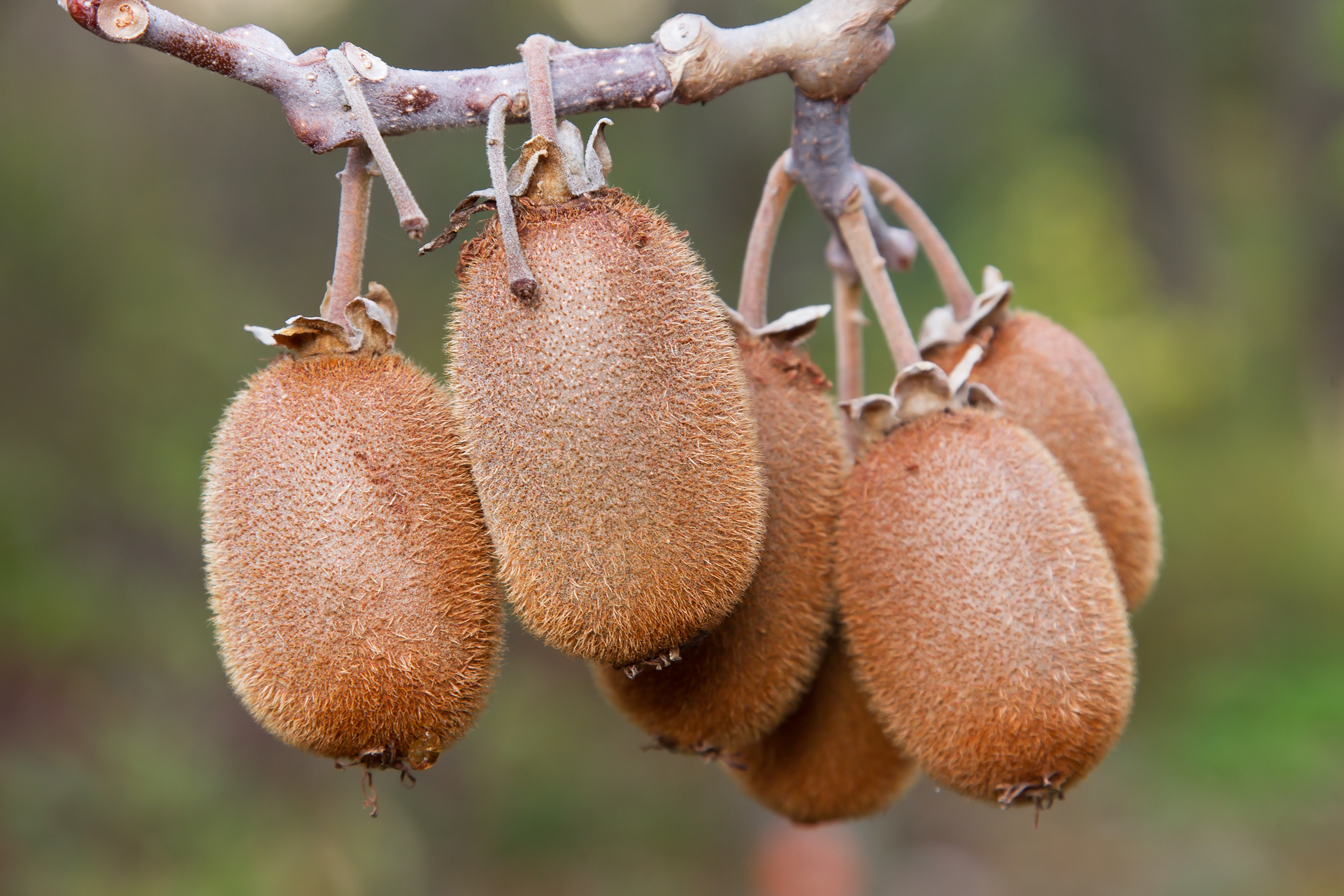
Fruit, kiwi, dActinidia chinensis

En el seu hàbitat natural Actinidia chinensis creix en grups entre les rouredes de (p.e. Quercus aquifolioides, Quercus oxyodon, Quercus lamellosa), i en boscos secundaris. A. chinensis prefereix el pendents i també creix en les rambles.
Els fruits, de la mida d'una nou, són comestibles. Va ser el primer kiwi que es va cultivar a Nova Zelanda però va ser substituït després per l'espècie Actinidia deliciosa, que és el kiwi comercialitzat actualment.

## Taxonomia
Aquesta espècie va ser publicada per primer cop l'any 1847 a la revista The London journal of botany pel botànic francès Jules Émile Planchon (1823-1888).

### Varietats
Dins d'aquesta espècie es reconeixen les varietats següents :
- Actinidia chinensis var. chinensis
- Actinidia chinensis var. deliciosa (A.Chev.) A.Chev.
- Actinidia chinensis var. setosa H.L.Li